# Arrondissement di Niort
L'arrondissement di Niort è una suddivisione amministrativa francese, situata nel dipartimento delle Deux-Sèvres e nella regione della Nuova Aquitania.

## Composizione
L'arrondissement di Niort raggruppa 166 comuni in 18 cantoni:
- cantone di Beauvoir-sur-Niort
- cantone di Brioux-sur-Boutonne
- cantone di Celles-sur-Belle
- cantone di Champdeniers-Saint-Denis
- cantone di Chef-Boutonne
- cantone di Coulonges-sur-l'Autize
- cantone di Frontenay-Rohan-Rohan
- cantone di La Mothe-Saint-Héray
- cantone di Lezay
- cantone di Mauzé-sur-le-Mignon
- cantone di Melle
- cantone di Niort-Est
- cantone di Niort-Nord
- cantone di Niort-Ovest
- cantone di Prahecq
- cantone di Saint-Maixent-l'École-1
- cantone di Saint-Maixent-l'École-2
- cantone di Sauzé-Vaussais.